# Georg Stollenwerk
Georg Stollenwerk (Düren, 19 de diciembre de 1930-Colonia, 1 de mayo de 2014) fue un entrenador y futbolista alemán que jugaba en la demarcación de defensa.

## Trayectoria

### Como futbolista
En 1950 debutó como futbolista con el SG Düren 99, donde permaneció durante tres años antes de dar el salto al FC Colonia, quien jugaba en la Bundesliga. Jugó durante once temporadas en el equipo, llegando a ganar el título liguero en la temporada 1961/1962 y dos años después en la temporada 1963/1964. En 1964 pasó a jugar en el filial 1. FC Colonia II, retirándose en 1966 tras 16 años como futbolista.

### Como entrenador
Tras su retiro como futbolista, el equipo que le vio retirarse, el 1. FC Colonia II, le fichó como entrenador del equipo por tres temporadas. En 1969 fue el Alemannia Aachen quien se hizo con sus servicios como entrenador. Tras un breve paso por el TuS 08 Langerwehe, volvió de nuevo a Colonia, esta vez para entrenar al FC Colonia en la temporada 1975/1976, retirándose como entrenador al final de la misma.
Falleció el 1 de mayo de 2014 en Colonia a los 83 años de edad.

## Selección nacional
Desde 1951 hasta 1960 fue convocado un total de 23 veces por la selección de fútbol de Alemania Federal. Jugó en los Juegos Olímpicos de Helsinki 1952, quedando en cuarto lugar al haber sido eliminado por Yugoslavia en semifinales y apeado del tercer lugar en el partido contra Suecia. Seis años después fue convocado para jugar la Copa Mundial de Fútbol de 1958, quedando en idéntico lugar tras perder en semifinales contra Suecia y en el partido del tercer y cuarto puesto por Francia. Durante su etapa en la selección marcó un total de dos goles.

## Clubes

### Como futbolista
| Club             | País                | Año         |
| ---------------- | ------------------- | ----------- |
| SG Düren 99      | Alemania Occidental | 1950 - 1953 |
| FC Colonia       | Alemania Occidental | 1953 - 1964 |
| 1. FC Colonia II | Alemania Occidental | 1964 - 1966 |

### Como entrenador
| Club              | País                | Año         |
| ----------------- | ------------------- | ----------- |
| 1. FC Colonia II  | Alemania Occidental | 1966 - 1969 |
| Alemannia Aachen  | Alemania Occidental | 1969        |
| TuS 08 Langerwehe | Alemania Occidental | 1970 - 1973 |
| FC Colonia        | Alemania Occidental | 1976        |

## Palmarés

### Como futbolista

#### Campeonatos nacionales
| Título     | Club       | País     | Año  |
| ---------- | ---------- | -------- | ---- |
| Bundesliga | FC Colonia | Alemania | 1962 |
| Bundesliga | FC Colonia | Alemania | 1964 |